# Hugo Kettler
Hugo Wilhelm Kettler (* 3. Januar 1895 in Hagen) war ein deutscher Nachrichtenoffizier, zuletzt im Rang eines Obersten der Wehrmacht. Ab Oktober 1943 leitete er in Nachfolge von Oberst Siegfried Kempf als „Chef OKW/Chi“ die Chiffrierabteilung des Oberkommandos der Wehrmacht, bis sie am 15. April 1945 aufgelöst wurde.

## Chef von OKW/Chi
Seine Aufgaben beim OKW/Chi waren administrativer Natur. Er kannte sich gut aus in Fragen der Organisation, der Anzahl des eingesetzten Personals, der Dienstwege für Befehle und Anweisungen sowie der Zusammenarbeit mit Verbündeten und den anderen deutschen kryptologischen Diensten. Zu Fragen der eigentlichen kryptanalytischen Arbeit von OKW/Chi konnte er jedoch nur wenig sagen.
Zu seinen Fähigkeiten als Chef gibt es unterschiedliche Aussagen. So beschreibt ihn Alex Dettmann, Spezialist für russische Chiffren bei In 7/VI, als „guten Organisator und Truppenführer“. Selbst Wilhelm Flicke, der fast jeden kritisierte, hatte an Kettler nichts auszusetzen und äußerte sich im Verhör: Kettler was all right. Wolfgang Franz hingegen beschrieb Kettler als jemanden who was generally recognized as an incompetent and insuitable head for OKW/Chi (deutsch „der allgemein als inkompetenter und ungeeigneter Chef für OKW/Chi galt“).
Tatsächlich sorgte Kettler nach seinem Amtsantritt im Herbst 1943 für eine bessere Zentralisierung und Koordination der bis zu diesem Zeitpunkt stark aufgesplitterten und teilweise konkurrierenden deutschen kryptologischen Dienste. Er konnte erreichen, dass Chiffrierverfahren zukünftig allein von OKW/Chi autorisiert werden konnten und auch die Schlüssel-Erzeugung und Verteilung nur noch von hier aus zentral erfolgte. Darüber hinaus schuf er einen Sonderausschuss zur Überprüfung der Sicherheit der eigenen Schlüsselmittel, der in fünf Sitzungen zwischen August und Oktober 1944 unter anderem auch die Enigma-Maschine überprüfte.

## Auflösung
Am 13. April 1945 wurde Chi teilweise aufgelöst, als Kettler alle Mitarbeiter, die heimkehren wollten, entließ. Ein Teil des Personals wurde am nächsten Tag in den Süden des Reichs nach Werfen gebracht (ca. 40 km südlich von Salzburg). Angesichts der heraneilenden 7. US‑Armee wurden Unterlagen verbrannt und Maschinen und Hilfsgeräte vernichtet. Die Überreste wurden in die Salzach geworfen.
Kettler selbst flüchtete mit dem anderen Teil des OKW/Chi, darunter der Chef der Hauptgruppe A, Oberstleutnant Werner Mettig, und auch einer seiner fähigsten Mitarbeiter, der Leiter der Gruppe IV, Hüttenhain, nach Norden (siehe auch: Rückzug des OKW 1945) Am 23. April 1945 wurde OKW/Chi offiziell aufgelöst und das Personal dem General der Nachrichtenaufklärung (GdNA) unterstellt. Mit der Kapitulation der Wehrmacht am 8. Mai 1945 erlosch das Dienstverhältnis für alle ehemaligen Mitarbeiter des OKW.
Nach dem Krieg, am 21. Mai 1945, wurde Kettler von britischen Soldaten nahe Flensburg in Schleswig-Holstein verhaftet und vom TICOM verhört. Dabei beeindruckte er die Vernehmer als aufmerksamer und intelligenter Offizier, der seiner Überzeugung Ausdruck verlieh, nach dem verlorenen Krieg seinem Land am besten dienen zu können, indem er mit den westlichen Alliierten zusammenarbeitete, um Deutschland auf einer anderen Grundlage wieder neu aufzubauen. Er war daher bereit, im Rahmen seiner Möglichkeiten alle gewünschten Auskünfte zu erteilen.